# Adolf Kurz
Adolf Kurz (* 22. April 1888 in Göppingen; † 1959) war ein deutscher Ringer.

## Werdegang
Er trat mit 14 Jahren dem TV Jahn Göppingen bei und betätigte sich, den damaligen Gepflogenheiten entsprechend, als Turner, Rasenkraftsportler, Ringer und Gewichtheber. Schon bald stellten sich aber seine besonderen Fähigkeiten im Ringen heraus. Bei vielen nationalen Wettstreiten vor und nach dem Ersten Weltkrieg, in dem er vier Jahre zubringen musste, belegte er 1. Plätze. Zunächst rang er im Mittelgewicht, später wuchs er in das Schwergewicht hinein. 1912 startete er bei den Olympischen Spielen in Stockholm im griechisch-römischen Stil im Mittelgewicht. Er siegte dort über Anders Andersen, Dänemark und verlor gegen die Finnen Mikko Holm und Conrad Aberg, womit er nach der 3. Runde ausschied und in der Endabrechnung auf den 19. Platz bei 38 Startern kam. Mit dem mehrmaligen deutschen Meister Karl Döppel aus Nürnberg, der um 1920 als einer der besten Schwergewichtler Europas galt, lieferte er sich mehrere spannende Kämpfe mit unterschiedlichem Ausgang.

## Internationale Erfolge
| Jahr | Platz | Wettbewerb              | Gewichtsklasse     | Ergebnisse |
| 1907 | 6.    | WM in Frankfurt am Main | Mittel (bis 85 kg) | Sieger: Harald Christensen, Dänemark, vor Johann Winker und Hugo Edingshaus, beide Deutschland                   |
| 1912 | 19.   | OS in Stockholm         | Mittel             | nach einem Sieg über Anders Andersen, Dänemark und Niederlagen gegen Mikko Holm und Conrad aberg, beide Finnland |
| 1913 | 3.    | WM in Wien              | Schwer             | hinter Heinrich Bock, Deutschland und Franz Wagner, Österreich                                                   |
| 1921 | 2.    | EM in Offenbach am Main | Schwer             | hinter Karl Döppel, Deutschland und vor Hans Köstner, Deutschland                                                |

## Deutsche Meisterschaften
| Jahr | Platz | Gewichtsklasse | Ergebnisse                                                       |
| 1912 | 3.    | Mittel         | hinter Julius Maier, Untertürkheim und Heinrich Ketzer, Duisburg |
| 1919 | 1.    | Halbschwer     | vor Adamschack, Berlin und Schramm, Mainz                        |
| 1920 | 2.    | Schwer         | hinter Karl Döppel, Nürnberg und vor Heinrich Bock, Köln         |

Erläuterungen
- alle Wettkämpfe im griechisch-römischen Stil
- OS = Olympische Spiele, WM = Weltmeisterschaft, EM = Europameisterschaft
- Mittelgewicht, Gewichtsklasse damals bis 75 kg, Halbschwergewicht bis 82,5 kg und Schwergewicht über 82,5 kg Körpergewicht